# Kota Dalam (Mekakau Ilir)
Kota Dalam is een bestuurslaag in het regentschap Ogan Komering Ulu Selatan van de provincie Zuid-Sumatra, Indonesië. Kota Dalam telt 1581 inwoners (volkstelling 2010).